# Ludovic Ajorque
Ludovic Ajorque, né le 25 février 1994 à Saint-Joseph (La Réunion), est un footballeur français. Il joue au poste d'avant-centre au Stade Brestois 29 , et participe notamment à la Ligue des champions de l'UEFA 2024-2025.

## Biographie

### Débuts et arrivée en métropole
Né le 25 février 1994 à Saint-Joseph sur l'île de la Réunion, il est le fils de Jean-Noël Ajorque, ancien footballeur ayant joué avec la réserve du RC Lens de 1990 à 1993,. En 2006 il remporte la Danone Nations Cup avec la sélection de La Réunion. En 2007 il intègre le pôle espoirs de La Réunion, jusqu'en 2009. En 2011, il effectue quelques apparitions avec l'AS Excelsior où il joue notamment avec son père. Mis à l'essai par le FC Nantes, il n'est finalement pas retenu en raison des quotas sur le nombre de joueurs sous contrat. Un accord est passé avec le RC Lens en début d'année 2012, mais la volonté de repousser ce transfert à l'été voit celui-ci être annulé. Il arrive finalement au SCO d'Angers, où il intègre le centre de formation.

### Angers et prêts au Poiré-sur-Vie et à Luçon
Buteur à dix reprises en vingt-deux matchs avec l'équipe réserve lors de la saison 2013-2014 en CFA 2, Ajorque est intégré à l'équipe première à l'été 2014 et dispute son premier match lors du premier tour de la Coupe de la Ligue face au Nîmes Olympique le 12 août, qui voit son équipe l'emporter 2-1.
Apparaissant à deux reprises dans le groupe professionnel lors du début de l'exercice 2014-2015, il est envoyé en prêt au Poiré-sur-Vie VF, club de National, au mois de novembre. Il est buteur lors de son premier match face au Stade Pontivy lors du septième tour de la Coupe de France, il est cependant victime d'une lésion à la cuisse à la mi-décembre qui l'éloigne des terrains pendant plus de deux mois. À son retour, il inscrit par la suite deux buts face au CA Bastia et à Fréjus-Saint-Raphaël, aidant le club à se maintenir sportivement.
Tandis que le SCO accède à la Ligue 1, Ajorque est une nouvelle fois prêté en National au Luçon FC, où il est buteur à neuf reprises en trente-trois apparitions.

### Clermont Foot
En juillet 2016, Ajorque signe un contrat de trois ans au Clermont Foot. Il inscrit son premier but sous ses nouvelles couleurs face à l'AC Ajaccio le 26 août 2016, permettant aux siens de l'emporter 2-1. Victime d'une fracture à la base du cinquième métatarse du pied droit, il est éloigné des terrains durant trois mois entre novembre 2016 et février 2017. Buteur dès son retour face au Stade brestois 29 le 7 février, il inscrit trois autres buts lors de la fin de saison. Sa deuxième saison est plus probante, le joueur étant buteur à quatorze reprises en trente-sept rencontres, ce qui lui permet de terminer sixième meilleur buteur de la Ligue 2.

### RC Strasbourg Alsace

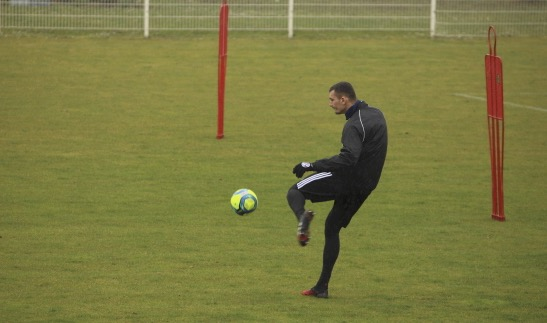
Ludovic Ajorque à l'entraînement avec le RC Strasbourg

Le 4 juin 2018, il signe un contrat de quatre saisons avec le Racing Club de Strasbourg et découvre la Ligue 1 pour la première fois, et se dit intéressé par le projet et les supporters du Racing, qui réalise sa deuxième saison consécutive dans l’élite à la suite de sa liquidation judiciaire en 2011.
Le 9 mars 2019, il signe le doublé le plus rapide de la saison en Ligue 1, en 103 secondes, face à l'Olympique lyonnais. Il remporte la Coupe de la Ligue en 2019.
Sur l'ensemble de l'année 2019, il est le 4e meilleur buteur de Ligue 1 et le 3e français avec 15 buts inscrits.
Le 24 janvier 2021, lors du match contre Dijon Football Côte-d'Or, il marque son dixième but de la saison et bat ainsi son record de buts sur une même saison en Ligue 1. Il est le premier strasbourgeois à franchir cette barre symbolique depuis David Zitelli et ses 19 buts marqués lors de la saison 1996-1997.

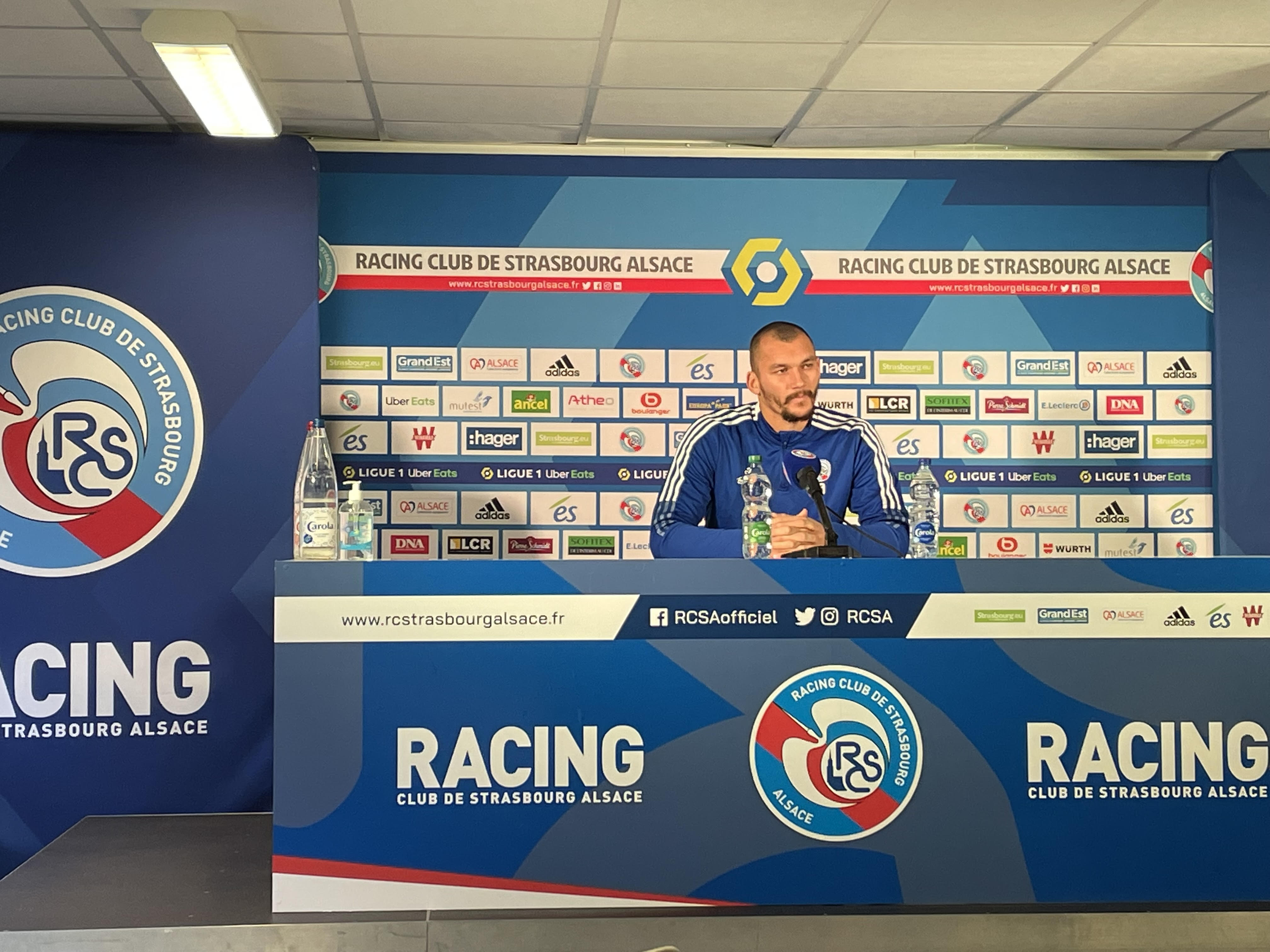
Ludovic Ajorque en conférence de presse avec le Racing Club de Strasbourg.

### FSV Mayence 05
Le 24 janvier 2023, le Racing Club de Strasbourg annonce le départ de Ludovic Ajorque à Mayence après 4 saisons et demie au Racing. Le montant du transfert est de 7 millions d'euros bonus compris pour racheter un an et demi de contrat à Strasbourg.

### Stade brestois 29
Le 25 juillet 2024, le joueur signe un contrat de 3 ans avec le Stade brestois 29 pour un montant estimé entre 4 et 5M€.

### Sélection nationale
En 2010, il participe avec la sélection de la Réunion U17, aux éliminatoires de la CAN des moins de 17 ans 2011. Après avoir passé deux tours, son équipe s'incline au portes de la phase finale contre le Burkina Faso de Bertrand Traoré. Depuis 2017, Ludovic fût un temps approché par la sélection de Madagascar, mais a toujours décliné leur offre.

## Statistiques
| Saison                | Club                  | Championnat           | Championnat | Championnat | Coupe nationale | Coupe nationale | Coupe de la Ligue | Coupe de la Ligue | Compétition(s) continentale(s) | Compétition(s) continentale(s) | Compétition(s) continentale(s) | Total | Total |
| Saison                | Club                  | Division              | M.          | B.          | M.              | B.              | M.                | B.                | Comp.                          | M.                             | B.                             | M.    | B.    |
| 2014-2015             | Angers SCO            | Ligue 2               | -           | -           | -               | -               | 1                 | 0                 | -                              | -                              | -                              | 1     | 0     |
| 2014-2015             | Poiré-sur-Vie VF      | National              | 15          | 2           | 2               | 1               | -                 | -                 | -                              | -                              | -                              | 17    | 3     |
| 2015-2016             | Luçon VF              | National              | 32          | 9           | 2               | 4               | -                 | -                 | -                              | -                              | -                              | 34    | 13    |
| Sous-total            | Sous-total            | Sous-total            | 47          | 11          | 4               | 5               | 1                 | 0                 | -                              | -                              | -                              | 52    | 16    |
| 2016-2017             | Clermont Foot 63      | Ligue 2               | 28          | 5           | -               | -               | 2                 | 1                 | -                              | -                              | -                              | 30    | 6     |
| 2017-2018             | Clermont Foot 63      | Ligue 2               | 37          | 14          | 1               | 0               | 2                 | 0                 | -                              | -                              | -                              | 40    | 14    |
| Sous-total            | Sous-total            | Sous-total            | 65          | 19          | 1               | 0               | 4                 | 1                 | -                              | -                              | -                              | 70    | 20    |
| 2018-2019             | RC Strasbourg         | Ligue 1               | 25          | 9           | -               | -               | 4                 | 2                 | -                              | -                              | -                              | 29    | 11    |
| 2019-2020             | RC Strasbourg         | Ligue 1               | 26          | 8           | 2               | 1               | 1                 | 0                 | C3                             | 6                              | 2                              | 35    | 11    |
| 2020-2021             | RC Strasbourg         | Ligue 1               | 35          | 16          | 1               | 0               | -                 | -                 | -                              | -                              | -                              | 36    | 16    |
| 2021-2022             | RC Strasbourg         | Ligue 1               | 36          | 12          | 2               | 0               | -                 | -                 | -                              | -                              | -                              | 38    | 12    |
| 2022-2023             | RC Strasbourg         | Ligue 1               | 13          | 1           | 0               | 0               | -                 | -                 | -                              | -                              | -                              | 13    | 1     |
| Sous-total            | Sous-total            | Sous-total            | 135         | 46          | 5               | 1               | 5                 | 2                 | -                              | 6                              | 2                              | 151   | 51    |
| 2022-2023             | FSV Mayence           | Bundesliga            | 17          | 6           | 1               | 0               | -                 | -                 | -                              | -                              | -                              | 18    | 6     |
| 2023-2024             | FSV Mayence           | Bundesliga            | 26          | 2           | 2               | 1               | -                 | -                 | -                              | -                              | -                              | 28    | 3     |
| Sous-total            | Sous-total            | Sous-total            | 43          | 8           | 3               | 1               | 0                 | 0                 | -                              | 0                              | 0                              | 46    | 9     |
| 2024-2025             | Stade brestois 29     | Ligue 1               | 31          | 13          | 4               | 1               | -                 | -                 | C1                             | 8                              | 0                              | 43    | 14    |
| 2025-2026             | Stade brestois 29     | Ligue 1               | 1           | 0           | -               | -               | -                 | -                 | -                              | -                              | -                              | 1     | 0     |
| Sous-total            | Sous-total            | Sous-total            | 32          | 13          | 4               | 1               | 0                 | 0                 | -                              | 8                              | 0                              | 44    | 14    |
| Total sur la carrière | Total sur la carrière | Total sur la carrière | 322         | 97          | 17              | 8               | 10                | 3                 | -                              | 14                             | 2                              | 363   | 110   |

## Palmarès
- RC Strasbourg
  - Vainqueur de la Coupe de la Ligue en 2019.

## Vie privée
Ayant des ascendances malgaches, Ajorque attire ainsi l'intérêt de la sélection de Madagascar à partir de l'année 2018. Depuis 2020, il est le parrain de la Danone Nations Cup à la Réunion.